# تلخيص
(التلخيص) هو حذف العبارات والأفكار غير الأساسية، مع الاحتفاظ بالأفكار الرئيسية. وهو اختصار نص طويل مع الحفاظ على معناه وبنيته الأساسية.

## قواعد التلخيص

### الحذف
قاعدة الحذف. يمكن حذف كل الجمل التي لا تساهم في فهم النص مثل : تحديد الزمان والمكان، ووصف الأشياء والأشخاص، والأعمال الثانوية.

### الدمج
قاعدة الدمج. يمكن دمج الجملة في جمل أخرى تشكل شرطا لازما أو نتيجة للجملة.

### البناء
قاعدة البناء. يمكن بناء جملة من جمل وإحلالها محلها شرط أن تكون الجملة المبنية الناتج الطبيعي للجمل.

### التعميم
قاعدة التعميم. يمكن استبدال مجموعة من الجمل بجملة تعميمية تحمل في ذاتها المعاني التي حملتها الجملة المستبدلة.

## خطوات تلخيص النص
خطوات تلخيص النص تكون كالآتي:
1. إحصاء عدد الكلمات أو الأسطر، وتعيين الحد المطلوب (الربع أو النصف..).
2. قراءة النص قراءة صامتة أكثر من مرة لفهم الفكرة الرئيسية فيه.
3. كتابة جملة واحدة فقط لتحدد فكرة الموضوع بلغتك الخاصة، ثم وضع خطا تحت الجملة الدالة على هذه الفكرة، ثم مقارنة الجملتين لإعادة النظر في الانسجام بينهما.
4. قراءة النص مرة أخرى ووضع خطوط تحت الجمل الدالة على الفكرة الفرعية التي تدعم الفكرة الرئيسية.
5. وضع خطوط تحت الجمل الأساسية التي تشير إلى كيفية ترابط أجزاء النص مع بعضها وحذف العبارات الزائدة.
6. إعادة بناء النص \تلخيص النص\ كما يلي.
  - تبدأ بكتابة اسم الكاتب، وعنوان الموضوع أو النص والفكرة الرئيسية له، والاستمرار في كتابة التلخيص دون حذف أية فكرة باستخدام أدوات الربط.
  - التعبير بإيجاز.
  - إنهاء التلخيص بجملة نهائية تشير إلى أهمية الموضوع.
  - تلخيص ما يقوله الكاتب وعدم تحريف معنى النص الأصلي.
7. مراجعة النص بعد الكتابة الأولى له وتدقيقه.
8. قراءة النص الملخص مرة أخرى من قبل شخص آخر قراءة نقدية.
9. تحرير النص لغويا بتصحيح الأخطاء الإملائية والنحوية ووضع علامات الترقيم ثم كتابته بشكله النهائي مع ملاحظة:
  - الصياغة السليمة.
  - الإيجاز.
  - الأسلوب اللغوي الصحيح -الدقة-.
  - الترابط اللغوي.
  - سلامة الأفكار الرئيسية والفرعية .
  - شمول الأفكار ودقتها.

## التلخيص ومواقع التواصل الاجتماعي
يُبدي متخصِّصون اجتماعيّون كثيرون تخوّفاً كبيرًا من ازدياد التعلُّق بوسائل التواصل الاجتماعيّ، خاصة عند الأطفال والمراهقين، مع ما يعنيه ذلك من خَلل في قدرة الأُسَر على ضبط إيقاع العملية التربوية، وضعف التحكم في مدخلات هذه المواقع ومخرجاتها.
ويقْبل كثيرون من مختلف المراحل العمرية على مواقع التواصل الاجتماعي؛ نظراً إلى المساحات الواسعة التي توفرها لإبداء الآراء وتبادل الأفكار من دون وجود رقابة أو قيود، وسط تحذيرات من تأثير الانغماس في التواصل الافتراضي على علاقات الشخص الحقيقية الواقعية، فضلاً عما تحتويه بعض تلك المواقع من موادّ وصور لا تتناسب مع طبيعة الأسرة العربية المحافظة.
ويبقى الوعيّ الإلكترونيّ بجميع محتوياته ومساراته الحلّ الأمثل والأفضل لمواجهة صراعات وتيارات التعدّي على الخصوصية الفردية أو الاجتماعية، إلى جانب تحديث القوانين والتشريعات المتعلّقة بالجرائم الإلكترونية، كما يقول كثير من الخبراء.
ومن ثمّ يحذر متخصّصون من تنامي ظاهرة استخدام الأطفال لمواقع التواصل الاجتماعي المتعددة، لما لذلك من انعكاس سلبي على ثقافة الطفل واتجاهاته وميوله، فاستخدام الأطفال لمواقع التواصل الاجتماعي في وقت مبكر يؤثر في تفاعل الطفل واندماجه مع بيئته الأسرية، كما أن الاستخدام المفرط لهذه المواقع يعزز الانسحابية والانطواء لدى هؤلاء لأطفال. ويرى هؤلاء المتخصّصون أن هناك عدداً من الآثار السلبية المترتبة على استخدام مواقع التواصل الاجتماعي، أبرزها تعرّض الأطفال للانحراف والمشكلات السلوكية، إضافة إلى وضع الطفل تحت الخطورة، التي تتمثل في تعرضه لمشكلات وإساءات كثيرة، أبرزها الإساءات الأخلاقية.
ويقدم بعض المتخصّصين عدداً من النصائح الاجتماعية التي تكمُن في ضرورة توعية الأسر، وبخاصةٍ الأبوان، بمخاطر استخدام الأطفال لشبكات التواصل الاجتماعي، مؤكّدين أهمية دور المدرسة أيضاً في توعية الأطفال بمخاطر استخدام هذه المواقع.
ويرى متخصّصون آخرون أن التواصل الاجتماعيّ في مفهومه العام مفيد جداً، ويساعد في توطيد العلاقات الاجتماعية بين الناس، كما أنه وسيلة للتواصل مع الأصدقاء والأقارب، ولكن من الضروري أن تكون هناك رقابة جادة وحقيقية، ومتابعة مستمرة من الوالدين لأطفالهم بين حين وآخر، مشترطين وجود الثقة المتبادلة بين الطرفين.
كما اعتبر هؤلاء المتخصّصون أن الاستخدام السلبي لمواقع التواصل بين الأطفال يؤدّي إلى وجود بعض الأخطار الاجتماعيّة والنفسيّة، منها: زيادة الشّائعات السلبية بين الأطفال، إضافة إلى إثارة الغيبة والنميمة، وتبادل الألفاظ المشينة والمسيئة والمخالفة للعادات والتقاليد والقيم الإنسانية. كما شدد هؤلاء المتخصصون على خطورة استخدام مواقع التواصل الاجتماعي لفترات طويلة، حيث تعتبر من أهم أسباب انعزال الأطفال وتوتر علاقاتهم مع أسرهم؛ لذا وجه هؤلاء المتخصّصون أولياء الأمور إلى ضبط استخدام مواقع التواصل الاجتماعي من قبل الأطفال، كاطّـــلاع أولياء الأمور على المواقع التي يتصفّحها الأطفال، مع مراعاة إعطاء مساحة من الحريّة والثقة للطفل، كما أن مشاركة أولياء الأمور في مواقع التواصل الاجتماعي مع أطفالهم تعزّز العلاقات الأسريّة بشكل أفضل.